# Vinciennita
La vinciennita és un mineral de la classe dels sulfurs. Va ser anomenada en honor de Henri Vincienne (1898-1965), professor de mineralogia.

## Característiques
La vinciennita és un sulfur de fórmula química Cu10Fe₄SnAsS16. Cristal·litza en el sistema tetragonal en grans de fins a 1 mm. La seva duresa a l'escala de Mohs és 4,5.
Segons la classificació de Nickel-Strunz, la vinciennita pertany a «02.CB - Sulfurs metàl·lics, M:S = 1:1 (i similars), amb Zn, Fe, Cu, Ag, etc.» juntament amb els següents minerals: coloradoïta, hawleyita, metacinabri, polhemusita, sakuraiïta, esfalerita, stil·leïta, tiemannita, rudashevskyita, calcopirita, eskebornita, gal·lita, haycockita, lenaïta, mooihoekita, putoranita, roquesita, talnakhita, laforêtita, černýita, ferrokesterita, hocartita, idaïta, kesterita, kuramita, mohita, pirquitasita, estannita, estannoidita, velikita, chatkalita, mawsonita, colusita, germanita, germanocolusita, nekrasovita, estibiocolusita, ovamboïta, maikainita, hemusita, kiddcreekita, polkovicita, renierita, morozeviczita, catamarcaïta, lautita, cadmoselita, greenockita, wurtzita, rambergita, buseckita, cubanita, isocubanita, picotpaulita, raguinita, argentopirita, sternbergita, sulvanita, vulcanita, empressita i muthmannita.

## Formació i jaciments
La vinciennita va ser descoberta a la mina Chizeuil, a Chalmoux (Saona i Loira, França). També ha estat descrita a l'Argentina, Bulgària, el Canadà en un dipòsit de coure de pòrfir amb altres sulfurs d'estany, el Perú, Rússia i la Xina.